# Вазалемма
Ва́залемма (ест. Vasalemma alevik) — селище в Естонії, у волості Ляене-Гар'ю повіту Гар'юмаа.

## Населення
Чисельність населення на 31 грудня 2011 року становила 879 осіб.

## Історія
З 5 березня 1992 до 24 жовтня 2017 року селище входило до складу волості Вазалемма й було її адміністративним центром.

## Пам'ятки
- Миза Вазалемма (Vasalemma  mõis):
  - головна будівля, пам'ятка архітектури XIX століття[2]

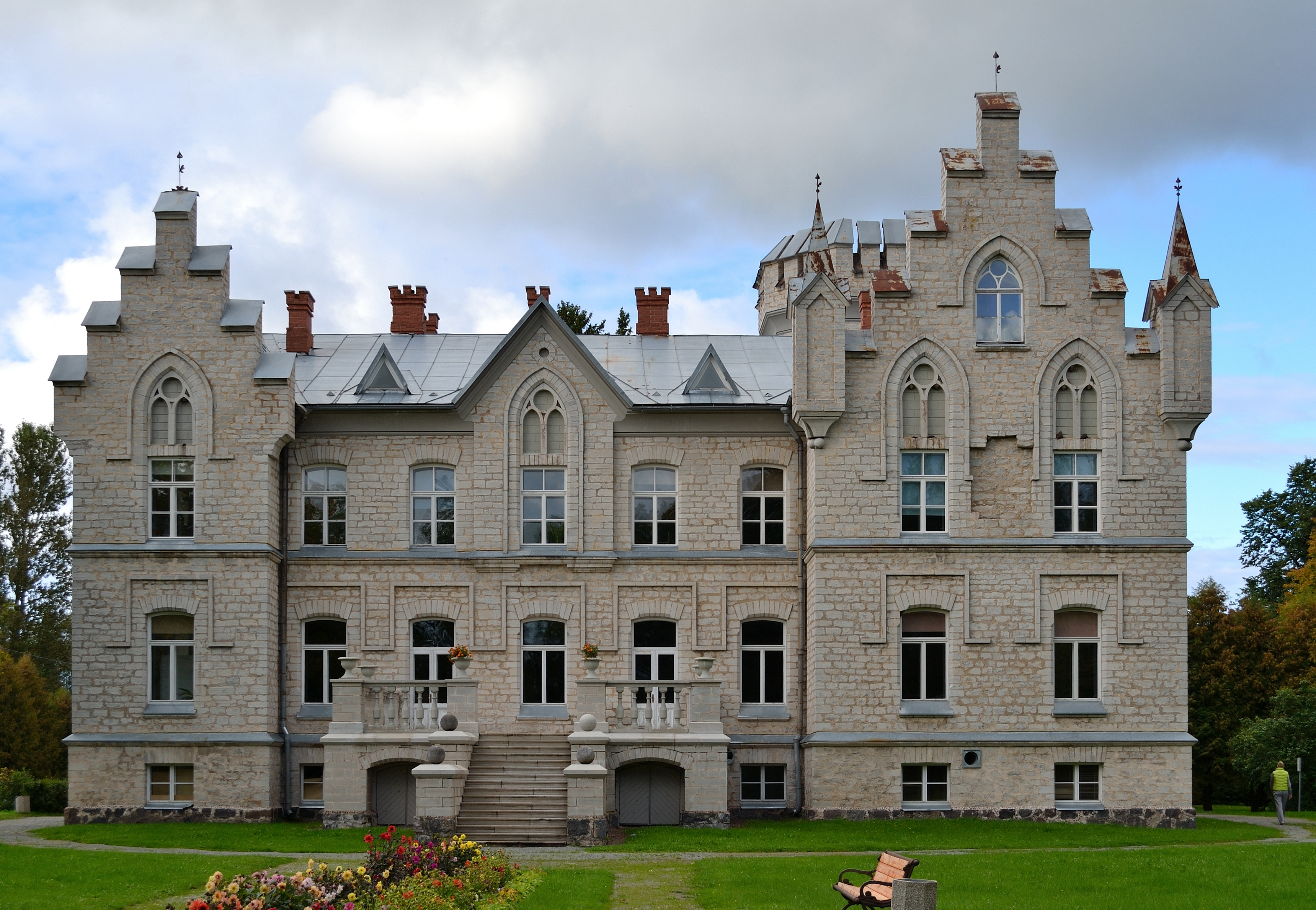
Головна будівля мизи
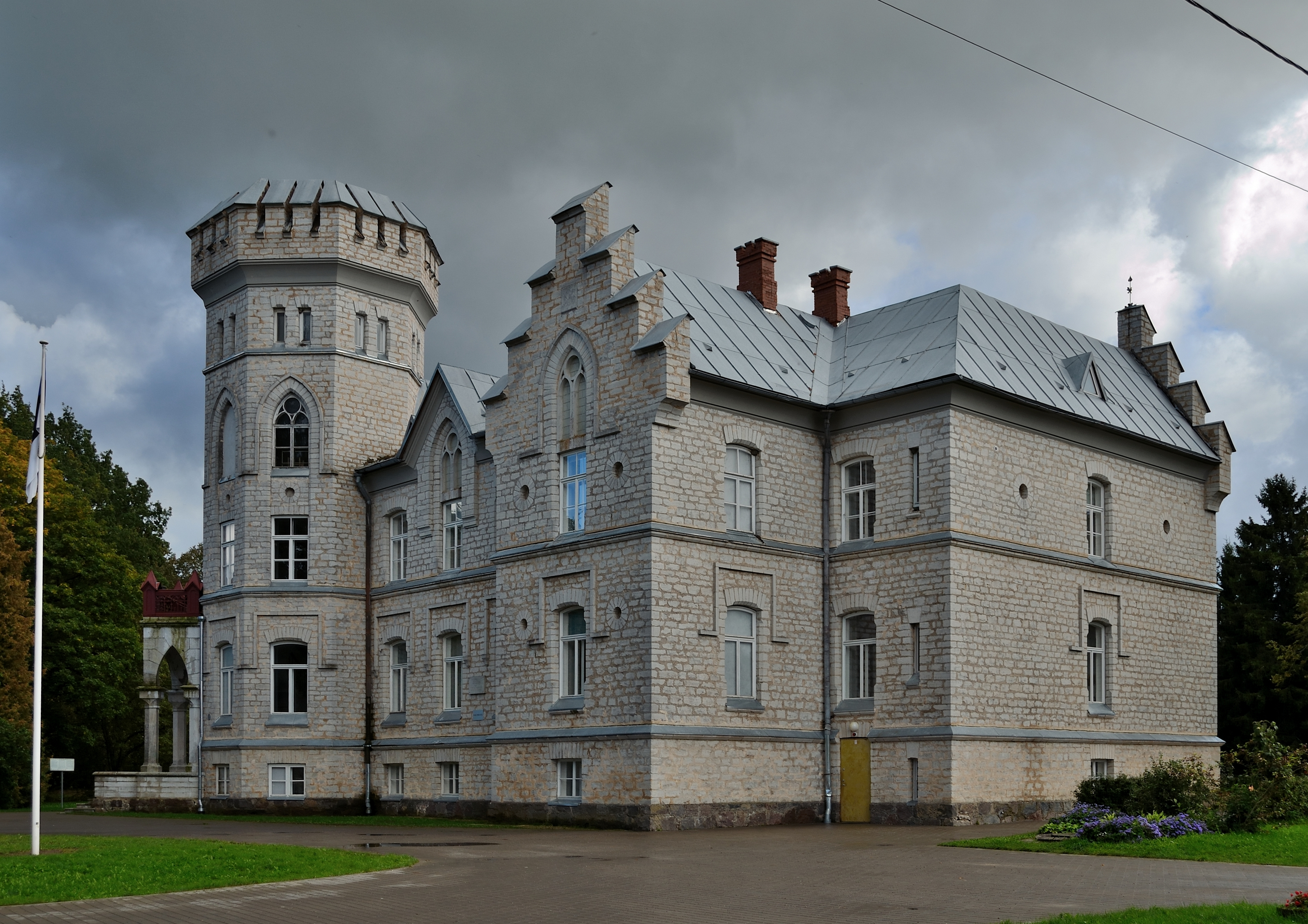
Головна будівля мизи